# Załaz

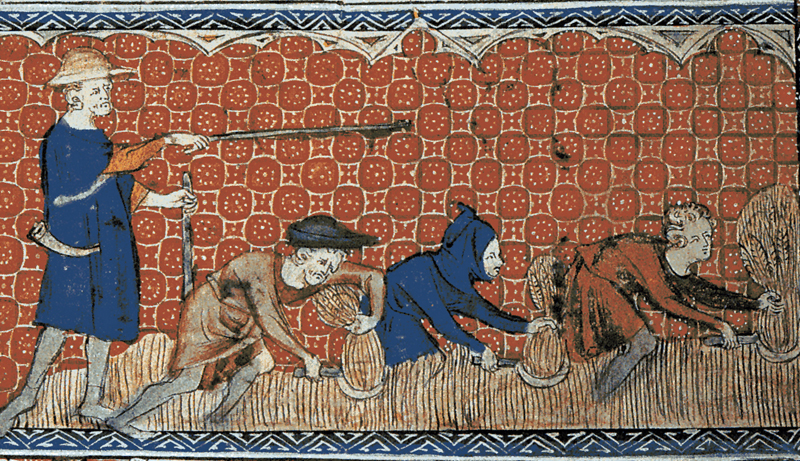
Zbierający zboże. Miniatura kalendarzowa z Psałterza Królowej Marii z lat 1310-1320 (Londyn, British Library, Ms Royal 2 B VII)

Załaz, załazy, przyłazy, (łac. adwenae) – w piastowskiej Polsce najemnicy rolni, robotnicy sezonowi, ludzie luźni, wędrowni, najmujący się do różnych prac pomocniczych. 
Załazy posiadali swoje prawo grupowe. Być może działali na prawie wolnych gości ...liberi hospites... , jako nieosiadli, łażący za pracą po dworach i klasztorach. Grupa załazów była wolna od niektórych obciążeń ludzi osiadłych, w tym; stróży, śrezny i podwody. 
Pojawiają się po raz pierwszy w dokumentach jako ...advenae... już latach 1136 i 1175, w odróżnieniu od najemników stałych, osiadłych ...mercenarii... 
Przywilej Bolesława V Wstydliwego dla klasztorów w Imbramowicach i w Miechowie, pochodzący z 1256 roku, wymienia różnych wolnych najemników pracujących za rocznym wynagrodzeniem; ratajów, najemników stałych i załazów, ..quam predictorum colonorum aratores ac mercenarii et advenae, qui vulgariter zalazi vocantur....
Franciszek Bujak i Roman Grodecki utożsamiali załazów z łazękami, łazami, półwolnymi chłopami, karczującymi leśne polany.
Załazy jako nazwa, podmiot prawa grupowego znikają z polskich dokumentów w XIII wieku.
W późnym średniowieczu robotnicy najemni, ludzie luźni w Królestwie Polskim znani są już jako hultaje, także posiadający swoje prawa i przywileje, a nawet cechy.